# 京兆杜氏
京兆杜氏，是中国中古时代一个以京兆郡为郡望的杜姓士族。
京兆杜氏的世系可以追溯到西汉御史大夫杜周。杜周本居南阳（今中国河南省南阳），以豪族迁于茂陵（今陕西省兴平）。子杜延年又迁于杜陵（今陝西西安南）。汉朝时期就有俗谚称京兆韦氏和京兆杜氏为“城南韦杜、去天尺五”，南北朝时期，京兆杜氏成为关中郡姓之一。至唐代，与其它姓氏类似，杜姓者多以京兆杜氏标榜。
京兆杜氏历朝多为官，亦名人辈出。东汉時有杜笃；西晋有军事家杜预，杜预之子又分流出襄阳杜氏。唐朝時代更多，其中有宰相杜佑，歷史典藏《通典》之作者；其孫則乃晚唐诗人杜牧。

## 代表人物
- 杜度 (漢朝)：東漢書法家，齊相。
- 杜預：西晉名將。
- 杜如晦：唐朝凌煙閣二十四功臣之一。
- 杜佑：唐朝宰相。
- 杜甫：盛唐詩人，襄阳杜氏。
- 杜牧：晚唐詩人。

## 參看
- 京兆杜氏世系图
- 杜陵杜氏：朝鮮半島的本貫。